# Кетіл Стоккан
Кетіл Стоккан (норв. Ketil Stokkan; нар. 29 квітня 1956) — норвезький поп-виконавець, який виступав як сольний артист, так і співак у норвезькому гурті Zoo.

## Життєпис
Стоккан народився в Гарстаді. У 1983 році він взяв участь у норвезькому відборі до Євробачення з піснею «Samme charmeur», яка посіла друге місце. У 1986 році він виграв національний Гран-прі з піснею «Ромео», написаною ним самим, яка посіла 12 місце у фіналі конкурсу Євробачення, який того року проходив у Бергені, Норвегія. У 1990 році він знову переміг у національному фіналі з піснею «Brandenburger Tor», що була пов'язана з Фінляндією. Зараз Стоккан працює шкільним вчителем у Нордкьосботні, Балсфьорд.
Стоккан учасник Незалежного ордену Дивних стипендіатів — Odd Fellows.
Стоккан брав участь у Melodi Grand Prix 2021 з піснею «My Life Is OK».

## Дискографія

### Zoo
- 1978 — Captured in Zoo
- 1978 — Guilty
- 1979 — Noregs heitaste
- 1980 — Z på maken
- 1981 — Gaya
- 1982 — Shagalai
- 1994 — Zoobra
- 2000 — Evig ung

### Сингли
- 1983 — Samme Charmeur (сингл)
- 1984 — Gentlemen's agreement
- 1985 — Ekte mannfolk
- 1986 — Romeo
- 1988 — Øyan dine (сингл)
- 1989 — Nexus — Back to my roots (сингл)
- 1990 — Stokkan Band — Brandenburger Tor (сингл)
- 1991 — Stokkan Band — Beina på jorda (сингл)
- 1994 — Stokkan — To the bone
- 1996 — All that blues from Norway (Samle-CD/Div. Art.)
- 1998 — Æ e` Nordlending (Samle-CD/Din NN-Art)
- 2001 — Evig Ung. Gamlegutta i ZOO aktive igjen med samle-CD